# 河村只雄
河村 只雄（かわむら ただお、1893年 - 1941年）は、日本の社会学者。

## 略歴
山口県熊毛郡勝間村生まれ。1920年同志社大学第二神学部卒業。満州大連のYMCA勤務。キリスト教徒であり、渡米しシカゴ大学神学部入学、社会学に転科、24年卒業。大学院に学び28年社会学博士。同年帰国、文部省専門学務局学生調査課嘱託、学生思想問題の調査にあたる。
1929年立教大学文学部教授。立教大学では社会学と英語を教えたが、当時の自宅は目白の関口台町（現・文京区関口）にあり、自宅に招いた学生らにすき焼きをよくご馳走していた。
1932年国民精神文化研究所発足と同時に所員（兼任）。1936年から沖縄、南西諸島、台湾の民俗学的調査を行う。満47歳で死去。
社会学者の河村望は子。

## 著書
- 『家族の起源』国民精神文化研究所 1935
- 『思想問題年表』編 青年教育普及会 1936
- 『私有財産制度論』清揚社 1936
- 『私有財産制度の研究』日本文化協会出版部 国民精神文化研究 1938
- 『親子中心の家族と社会秩序』国民精神文化研究所 1939
- 『南方文化の探究』創元社 1939 のち講談社学術文庫
- 『続南方文化の探究 薩南,琉球の島々』創元社 1942
- 『アメリカンニグロ米国黒人の研究』藤井書店 1943

## 翻訳
- ロバート・H.ローウヰ『原始社会』第一出版社 1939
- ロバート・H・ローウィ『原始社会』河村望共訳 未来社 1979

## 参考
- 今井隆太「国民精神文化研究所における危機の学問的要請と応答の試み : 藤澤親雄・大串兎代夫・作田荘一・河村只雄」『ソシオサイエンス』第7巻、早稲田大学大学院社会科学研究科、2001年3月、165-183頁、CRID 1050001202520712320、hdl:2065/9442、ISSN 1345-8116。